# Луистон (Илиноис)
Луистон (енгл. Lewistown) град је у америчкој савезној држави Илиноис. По попису становништва из 2010. у њему је живело 2.384 становника.

## Демографија
Према попису становништва из 2010. у граду је живело 2.384 становника, што је 138 (5,5%) становника мање него 2000. године.
| Група             | 2000.         | 2010.         |
| Белци             | 2.483 (98,5%) | 2.302 (96,6%) |
| Афроамериканци    | 2 (0,1%)      | 22 (0,9%)     |
| Азијати           | 1 (0,0%)      | 3 (0,1%)      |
| Хиспаноамериканци | 27 (1,1%)     | 38 (1,6%)     |
| Укупно            | 2.522         | 2.384         |